# Yatiri
Un yatiri (« celui qui sait » en aymara) est un guide spirituel  dans la culture du peuple aymara,,,.